# Campeonato Europeo de Baloncesto Femenino Sub-20 de 2016
El Campeonato Europeo Sub-20 de Baloncesto Femenino de 2016 fue la decimoquinta edición del campeonato europeo de baloncesto para selecciones nacionales femeninas sub-20. En el torneo, disputado en Matosinhos, Portugal, del 9 al 17 de julio de 2016 compitieron un total de dieciséis nacionales afiliadas a FIBA Europa por el título de campeón europeo, cuyo anterior portador era el equipo de España, vencedor de la edición anterior.
La selección de España se adjudicó la medalla de oro por sexta vez, al derrotar en la final al equipo de Italia con un marcador de 71-69.  En el partido por el tercer puesto el conjunto de Rusia venció al de Serbia.

## Equipos participantes
Tras el descenso en la anterior edición de Hungría, República Checa y Ucrania, ascendieron Bosnia y Herzegovina, como ganadora de la División B del Campeonato Europeo de Baloncesto Femenino Sub-20 de 2015; Grecia, como subcampeonas de la misma; y Suecia, como tercer clasificado.
- Alemania
- Bélgica
- Bosnia y Herzegovina (1º)
- Eslovaquia
- España
- Francia
- Grecia (2º)
- Italia
- Letonia
- Países Bajos
- Polonia
- Portugal
- Rusia
- Serbia
- Suecia (3º)
- Turquía

## Organización

### Formato
Fase de grupos
En la primera ronda, los equipos se dividieron en cuatro grupos de cuatro equipos cada uno. Todos los equipos avanzan a los playoffs.
Playoffs
Los equipos se enfrentan entre sí (A1-B4, A2-B3, A3-B2 y A4-B1 y C1-D4, C2-D3, C3-D2 y C4-D1). Los ganadores de cada enfrentamiento pasan a cuartos de final, y los perdedores, al cuadro por el 9.º-16.º lugar. En cuartos de final, los ganadores avanzan a semifinales, y los perdedores, al cuadro por el 5.º-8.º puesto.

### Sedes
| Matosinhos                       | Matosinhos                    | Custóias       | Matosinhos Custóias |
| Centro de Desportos e Congressos | Pavilhão Municipal de Guifões | Custóias Arena | Matosinhos Custóias |
| Capacidad: 4 300                 | Capacidad: 750                | Capacidad: 840 | Matosinhos Custóias |
|                                  |                               |                | Matosinhos Custóias |

### Sorteo de grupos
Los grupos quedaron distribuidos de la siguiente forma:
| Grupo A                                          | Grupo B                       | Grupo C                             | Grupo D                          |
| ------------------------------------------------ | ----------------------------- | ----------------------------------- | -------------------------------- |
| Bosnia y Herzegovina España Polonia Portugal (H) | Alemania Italia Serbia Suecia | Francia Grecia Letonia Países Bajos | Bélgica Eslovaquia Rusia Turquía |

## Fase de grupos
Todos los horarios corresponden al huso horario local (Horario de verano de Europa occidental – UTC+1).

### Grupo A
| Pos. | Equipo               | PJ | G | P | PF  | PC  | DP  | Pts |
| ---- | -------------------- | -- | - | - | --- | --- | --- | --- |
| 1    | España               | 3  | 2 | 1 | 209 | 149 | +60 | 5   |
| 2    | Portugal             | 3  | 2 | 1 | 232 | 204 | +28 | 5   |
| 3    | Polonia              | 3  | 2 | 1 | 179 | 183 | −4  | 5   |
| 4    | Bosnia y Herzegovina | 3  | 0 | 3 | 169 | 253 | −84 | 3   |

 Fuente: FIBA
Notas:
1. 1 2 3  España: 3 pts. (1–1), +16 DP; Portugal: 3 pts. (1–1), +11 DP; Polonia: 3 pts. (1–1), -17 DP

Jornada 1
| 9 de julio | España                                                 | 56–36                               | Polonia                                                       | Matosinhos                                                                                                   |  |
| 14:00      | Parciales: 14–8, 12–10, 14–8, 16–10                    | Parciales: 14–8, 12–10, 14–8, 16–10 | Parciales: 14–8, 12–10, 14–8, 16–10                           | |  |
|            | Estadísticas Quevedo 20 Quevedo 8 Cazorla 7 Quevedo 26 | Reporte Pts Reb Asts Val            | Estadísticas 14 Puc 6 Poboży 3 Sklepowicz, Al. Makurat 13 Puc | Pabellón: Pavilhão Municipal de Guifões Asistencia: 500 espectadores Árbitros: Bert van Slooten Özlem Yalman |  |

| 9 de julio | Bosnia y Herzegovina                                        | 67–94                                 | Portugal                                                               | Custóias                                                                                              |  |
| 20:45      | Parciales: 21–21, 10–25, 20–19, 16–29                       | Parciales: 21–21, 10–25, 20–19, 16–29 | Parciales: 21–21, 10–25, 20–19, 16–29                                  | |  |
|            | Estadísticas Zubac 23 Zubac 7 A. Delić, N. Delić 4 Zubac 29 | Reporte Pts Reb Asts Val              | Estadísticas 30 Kostourkova 14 Kostourkova 7 Bernardeco 38 Kostourkova | Pabellón: Custóias Arena Asistencia: 1500 espectadores Árbitros: Sergiy Chaykovsky Vasiliki Tsaroucha |  |

Jornada 2
| 10 de julio | Polonia                                                                       | 66–53                                 | Bosnia y Herzegovina                                                                  | Matosinhos |  |
| 18:30       | Parciales: 25–11, 12–14, 14–12, 15–16                                         | Parciales: 25–11, 12–14, 14–12, 15–16 | Parciales: 25–11, 12–14, 14–12, 15–16                                                 | |  |
|             | Estadísticas Radomska 16 Puc, Rembiszewska 7 Sklepowicz, Radomska 4 Grymek 13 | Reporte Pts Reb Asts Val              | Estadísticas 20 Brčaninović 6 A. Delić, Marković 2 A. Delić, Kovačević 17 Brčaninović | Pabellón: Pavilhão Municipal de Guifões Asistencia: 500 espectadores Árbitros: Jelena Tomic Nick van den Broeck |  |

| 10 de julio | Portugal                                                        | 64–60                                | España                                               | Custóias                                                                                     |  |
| 20:45       | Parciales: 13–10, 2–19, 21–12, 28–19                            | Parciales: 13–10, 2–19, 21–12, 28–19 | Parciales: 13–10, 2–19, 21–12, 28–19                 |                                                                                              |  |
|             | Estadísticas Gonçalves 27 Ferreira 10 Bernardeco 4 Gonçalves 24 | Reporte Pts Reb Asts Val             | Estadísticas 16 Orts 10 Quevedo 7 Cazorla 17 Quevedo | Pabellón: Custóias Arena Asistencia: 500 espectadores Árbitros: Özlem Yalman Andrada Csender |  |

Jornada 3
| 12 de julio | España                                           | 93–49                                | Bosnia y Herzegovina                                             | Matosinhos |  |
| 18:30       | Parciales: 23–15, 21–14, 27–11, 22–9             | Parciales: 23–15, 21–14, 27–11, 22–9 | Parciales: 23–15, 21–14, 27–11, 22–9                             | |  |
|             | Estadísticas Flores 22 Conde 7 Conde 5 Flores 22 | Reporte Pts Reb Asts Val             | Estadísticas 18 Zubac 5 tres jugadoras 1 seis jugadoras 23 Zubac | Pabellón: Centro de Desportos e Congressos de Matosinhos Asistencia: 250 espectadores Árbitros: Boris Gabara Nadjet Zenagui |  |

| 12 de julio | Portugal                                                           | 74–77                                 | Polonia                                                          | Matosinhos |  |
| 20:45       | Parciales: 16–14, 21–15, 13–31, 24–17                              | Parciales: 16–14, 21–15, 13–31, 24–17 | Parciales: 16–14, 21–15, 13–31, 24–17                            | |  |
|             | Estadísticas Gonçalves 23 Kostourkova 11 Bernardeco 7 Gonçalves 19 | Reporte Pts Reb Asts Val              | Estadísticas 23 Anna Makurat 11 Puc 4 Budkiewicz 22 Anna Makurat | Pabellón: Centro de Desportos e Congressos de Matosinhos Asistencia: 2500 espectadores Árbitros: Bert van Slooten Luka Kardum |  |

### Grupo B
| Pos. | Equipo   | PJ | G | P | PF  | PC  | DP  | Pts |
| ---- | -------- | -- | - | - | --- | --- | --- | --- |
| 1    | Italia   | 3  | 3 | 0 | 189 | 151 | +38 | 6   |
| 2    | Alemania | 3  | 2 | 1 | 186 | 182 | +4  | 5   |
| 3    | Serbia   | 3  | 1 | 2 | 175 | 183 | −8  | 4   |
| 4    | Suecia   | 3  | 0 | 3 | 168 | 202 | −34 | 3   |

 Fuente: FIBA
Jornada 1
| 9 de julio | Alemania                                                 | 54–61                                | Italia                                                              | Custóias                                                                                |  |
| 16:15      | Parciales: 15–21, 15–11, 9–17, 15–12                     | Parciales: 15–21, 15–11, 9–17, 15–12 | Parciales: 15–21, 15–11, 9–17, 15–12                                |                                                                                         |  |
|            | Estadísticas Stach 20 Stach 9 siete jugadoras 1 Stach 22 | Reporte Pts Reb Asts Val             | Estadísticas 21 Zandalasini 10 Zandalasini 5 Kacerik 26 Zandalasini | Pabellón: Custóias Arena Asistencia: 200 espectadores Árbitros: Mila Čavara Luka Kardum |  |

| 9 de julio | Serbia                                                                       | 73–52                                | Suecia                                             | Custóias                                                                                        |  |
| 18:30      | Parciales: 13–23, 20–15, 24–4, 16–10                                         | Parciales: 13–23, 20–15, 24–4, 16–10 | Parciales: 13–23, 20–15, 24–4, 16–10               |                                                                                                 |  |
|            | Estadísticas Crvendakić 20 Zec, Crvendakić 7 cinco jugadoras 1 Crvendakić 23 | Reporte Pts Reb Asts Val             | Estadísticas 15 Åström 5 Åström 1 Åström 14 Åström | Pabellón: Custóias Arena Asistencia: 750 espectadores Árbitros: Sergei Beliakov Andrada Csender |  |

Jornada 2
| 10 de julio | Italia                                                          | 68–41                               | Serbia                                                                | Matosinhos |  |
| 14:00       | Parciales: 19–12, 20–8, 9–10, 20–11                             | Parciales: 19–12, 20–8, 9–10, 20–11 | Parciales: 19–12, 20–8, 9–10, 20–11                                   | |  |
|             | Estadísticas Pan 14 Zandalasini 12 Zandalasini 3 Zandalasini 20 | Reporte Pts Reb Asts Val            | Estadísticas 11 Nogić 7 Subasic, Crvendakić 2 Vojinovic 10 Stevanovic | Pabellón: Pavilhão Municipal de Guifões Asistencia: 150 espectadores Árbitros: Sergiy Chaykovsky Mathieu Hosselet |  |

| 10 de julio | Suecia                                                          | 60–69                                | Alemania                                                            | Matosinhos                                                                                                  |  |
| 16:15       | Parciales: 19–19, 4–18, 14–13, 23–19                            | Parciales: 19–19, 4–18, 14–13, 23–19 | Parciales: 19–19, 4–18, 14–13, 23–19                                | |  |
|             | Estadísticas Rosendal 22 Lundquist 7 Åström 4 tres jugadoras 10 | Reporte Pts Reb Asts Val             | Estadísticas 18 Ilmberger 13 Ilmberger 2 Körner, Stach 26 Ilmberger | Pabellón: Pavilhão Municipal de Guifões Asistencia: 150 espectadores Árbitros: Bert van Slooten Luka Kardum |  |

Jornada 3
| 12 de julio | Serbia                                                              | 61–63                                 | Alemania                                         | Matosinhos |  |
| 14:00       | Parciales: 11–25, 12–10, 20–14, 18–14                               | Parciales: 11–25, 12–10, 20–14, 18–14 | Parciales: 11–25, 12–10, 20–14, 18–14            | |  |
|             | Estadísticas Crvendakić 18 Crvendakić 10 Spasojević 3 Crvendakić 25 | Reporte Pts Reb Asts Val              | Estadísticas 17 Stach 10 Stach 4 Körner 18 Stach | Pabellón: Centro de Desportos e Congressos de Matosinhos Asistencia: 300 espectadores Árbitros: Vilius Mačiulaitis Sergei Beliakov |  |

| 12 de julio | Italia                                                                | 60–56                                 | Suecia                                                 | Matosinhos |  |
| 16:15       | Parciales: 18–11, 15–14, 16–16, 11–15                                 | Parciales: 18–11, 15–14, 16–16, 11–15 | Parciales: 18–11, 15–14, 16–16, 11–15                  | |  |
|             | Estadísticas Zandalasini 16 Zandalasini 5 Vespignani 5 Zandalasini 18 | Reporte Pts Reb Asts Val              | Estadísticas 16 Lundquist 7 Kantzy 4 Stern 14 Rosendal | Pabellón: Centro de Desportos e Congressos de Matosinhos Asistencia: 200 espectadores Árbitros: Sergiy Chaykovskyy Mathieu Hosselet |  |

### Grupo C
| Pos. | Equipo       | PJ | G | P | PF  | PC  | DP  | Pts |
| ---- | ------------ | -- | - | - | --- | --- | --- | --- |
| 1    | Francia      | 3  | 3 | 0 | 187 | 151 | +36 | 6   |
| 2    | Grecia       | 3  | 1 | 2 | 218 | 214 | +4  | 4   |
| 3    | Letonia      | 3  | 1 | 2 | 187 | 190 | −3  | 4   |
| 4    | Países Bajos | 3  | 1 | 2 | 177 | 214 | −37 | 4   |

 Fuente: FIBA
Notas:
1. 1 2 3  Grecia: 3 pts. (1–1), +8 DP; Letonia: 3 pts. (1–1), +5 DP; Países Bajos: 3 pts. (1–1), -13 DP

Jornada 1
| 9 de julio | Letonia                                                                  | 49–56                                | Países Bajos                                        | Matosinhos                                                                                                 |  |
| 16:15      | Parciales: 7–17, 14–10, 17–12, 11–17                                     | Parciales: 7–17, 14–10, 17–12, 11–17 | Parciales: 7–17, 14–10, 17–12, 11–17                | |  |
|            | Estadísticas Pavelsone 15 P. Strautmane 10 tres jugadoras 2 Pavelsone 14 | Reporte Pts Reb Asts Val             | Estadísticas 15 Hof 12 Cornelius 7 Cornelius 17 Hof | Pabellón: Pavilhão Municipal de Guifões Asistencia: 150 espectadores Árbitros: Jelena Tomic Ivana Ivanovic |  |

| 9 de julio | Francia                                                 | 55–51                                 | Grecia                                                                                    | Matosinhos |  |
| 18:30      | Parciales: 10–13, 20–15, 15–13, 10–10                   | Parciales: 10–13, 20–15, 15–13, 10–10 | Parciales: 10–13, 20–15, 15–13, 10–10                                                     | |  |
|            | Estadísticas Milapie 14 Milapie 15 Berkani 3 Milapie 26 | Reporte Pts Reb Asts Val              | Estadísticas 16 Christinaki 6 Nixina 2 Kilazidou, Gerostergiou 7 Pavlopoulou, Christinaki | Pabellón: Pavilhão Municipal de Guifões Asistencia: 300 espectadores Árbitros: Nick van den Broeck Vladan Sundic |  |

Jornada 2
| 10 de julio | Países Bajos                                               | 41–65                               | Francia                                            | Custóias                                                                                  |  |
| 14:00       | Parciales: 11–20, 12–16, 9–11, 9–18                        | Parciales: 11–20, 12–16, 9–11, 9–18 | Parciales: 11–20, 12–16, 9–11, 9–18                |                                                                                           |  |
|             | Estadísticas Boonstra 14 Boonstra 7 tres jugadoras 2 Hof 9 | Reporte Pts Reb Asts Val            | Estadísticas 10 Berkani 7 Combes 5 Chery 16 Combes | Pabellón: Custóias Arena Asistencia: 200 espectadores Árbitros: Vladan Sundic Mila Čavara |  |

| 10 de julio | Grecia                                                | 67–79                                 | Letonia                                                                            | Custóias                                                                                         |  |
| 16:15       | Parciales: 17–15, 11–23, 16–18, 23–23                 | Parciales: 17–15, 11–23, 16–18, 23–23 | Parciales: 17–15, 11–23, 16–18, 23–23                                              |                                                                                                  |  |
|             | Estadísticas Fasoula 20 Fasoula 9 Nixina 4 Fasoula 23 | Reporte Pts Reb Asts Val              | Estadísticas 20 D. Strautmane 11 P. Strautmane 4 Vilka, Pavelsone 21 D. Strautmane | Pabellón: Custóias Arena Asistencia: 100 espectadores Árbitros: Sergei Beliakov Rickard Eriksson |  |

Jornada 3
| 12 de julio | Francia                                                 | 67–59                                 | Letonia                                                                        | Matosinhos |  |
| 14:00       | Parciales: 17–15, 11–23, 16–18, 23–23                   | Parciales: 17–15, 11–23, 16–18, 23–23 | Parciales: 17–15, 11–23, 16–18, 23–23                                          | |  |
|             | Estadísticas Berkani 14 Milapie 9 Limousin 3 Milapie 17 | Reporte Pts Reb Asts Val              | Estadísticas 20 D. Strautmane 8 P. Strautmane 5 P. Strautmane 13 D. Strautmane | Pabellón: Pavilhão Municipal de Guifões Asistencia: 200 espectadores Árbitros: Nick van der Broeck Mila Čavara |  |

| 12 de julio | Países Bajos                                                      | 80–100                                | Grecia                                                                  | Matosinhos                                                                                                   |  |
| 16:15       | Parciales: 28–20, 16–23, 17–24, 19–31                             | Parciales: 28–20, 16–23, 17–24, 19–31 | Parciales: 28–20, 16–23, 17–24, 19–31                                   | |  |
|             | Estadísticas Fokke 17 Fokke, Boonstra 7 Cornelius, Hof 3 Fokke 14 | Reporte Pts Reb Asts Val              | Estadísticas 35 Christinaki 9 Pavlopoulou 10 Pavlopoulou 32 Pavlopoulou | Pabellón: Pavilhão Municipal de Guifões Asistencia: 100 espectadores Árbitros: Susana Gómez Rickard Eriksson |  |

### Grupo D
| Pos. | Equipo     | PJ | G | P | PF  | PC  | DP  | Pts |
| ---- | ---------- | -- | - | - | --- | --- | --- | --- |
| 1    | Rusia      | 3  | 3 | 0 | 204 | 165 | +39 | 6   |
| 2    | Eslovaquia | 3  | 2 | 1 | 161 | 157 | +4  | 5   |
| 3    | Bélgica    | 3  | 1 | 2 | 158 | 164 | −6  | 4   |
| 4    | Turquía    | 3  | 0 | 3 | 154 | 191 | −37 | 3   |

 Fuente: FIBA
Jornada 1
| 9 de julio | Rusia                                                               | 71–56                                | Turquía                                                       | Custóias                                                                                      |  |
| 14:00      | Parciales: 22–13, 17–16, 16–19, 16–8                                | Parciales: 22–13, 17–16, 16–19, 16–8 | Parciales: 22–13, 17–16, 16–19, 16–8                          |                                                                                               |  |
|            | Estadísticas Kolosovskaia 17 Musina 14 Levchenko 4 Musina, Maiga 17 | Reporte Pts Reb Asts Val             | Estadísticas 16 Onar 8 Yıldızhan 3 Korkmaz, Yıldızhan 13 Onar | Pabellón: Custóias Arena Asistencia: 100 espectadores Árbitros: Susana Gómez Rickard Eriksson |  |

| 9 de julio | Eslovaquia                                                           | 51–39                              | Bélgica                                                                 | Matosinhos |  |
| 20:45      | Parciales: 10–5, 10–8, 15–6, 16–20                                   | Parciales: 10–5, 10–8, 15–6, 16–20 | Parciales: 10–5, 10–8, 15–6, 16–20                                      | |  |
|            | Estadísticas Mištinová 15 Remenárová 9 tres jugadoras 1 Mištinová 14 | Reporte Pts Reb Asts Val           | Estadísticas 17 Allemand 7 Geldof, Linskens 1 cuatro jugadoras 13 Mpoyi | Pabellón: Pavilhão Municipal de Guifões Asistencia: 250 espectadores Árbitros: Nadjet Zenagui Mathieu Hosselet |  |

Jornada 2
| 10 de julio | Bélgica                                                     | 59–67                               | Rusia                                                           | Custóias                                                                                    |  |
| 18:30       | Parciales: 10–9, 18–24, 22–19, 9–15                         | Parciales: 10–9, 18–24, 22–19, 9–15 | Parciales: 10–9, 18–24, 22–19, 9–15                             |                                                                                             |  |
|             | Estadísticas Allemand 20 Linskens 10 Allemand 5 Allemand 20 | Reporte Pts Reb Asts Val            | Estadísticas 27 Musina 13 Musina 4 Krymova, Levchenko 35 Musina | Pabellón: Custóias Arena Asistencia: 250 espectadores Árbitros: Susana Gómez Nadjet Zenagui |  |

| 10 de julio | Turquía                                                 | 52–60                              | Eslovaquia                                                      | Matosinhos |  |
| 20:45       | Parciales: 15–9, 9–15, 7–20, 21–16                      | Parciales: 15–9, 9–15, 7–20, 21–16 | Parciales: 15–9, 9–15, 7–20, 21–16                              | |  |
|             | Estadísticas Gülcan 10 Güçlü 6 tres jugadoras 2 Onar 11 | Reporte Pts Reb Asts Val           | Estadísticas 16 Stašová 11 Blanarova 2 Remenárová 16 Remenárová | Pabellón: Pavilhão Municipal de Guifões Asistencia: 100 espectadores Árbitros: Vasiliki Tsaroucha Ivana Ivanovic |  |

Jornada 3
| 12 de julio | Rusia                                               | 66–50                               | Eslovaquia                                                              | Matosinhos                                                                                                 |  |
| 18:30       | Parciales: 15–14, 14–6, 14–17, 17–9                 | Parciales: 15–14, 14–6, 14–17, 17–9 | Parciales: 15–14, 14–6, 14–17, 17–9                                     | |  |
|             | Estadísticas Kozik 18 Maiga 13 Levchenko 4 Maiga 24 | Reporte Pts Reb Asts Val            | Estadísticas 12 Stašová 4 Stasova, Remenárová 4 Remenárová 12 Blanarova | Pabellón: Pavilhão Municipal de Guifões Asistencia: 50 espectadores Árbitros: Vladan Sundic Ivana Ivanovic |  |

| 12 de julio | Bélgica                                                     | 60–46                               | Turquía                                                                      | Matosinhos                                                                                                 |  |
| 20:45       | Parciales: 15–14, 14–6, 14–17, 17–9                         | Parciales: 15–14, 14–6, 14–17, 17–9 | Parciales: 15–14, 14–6, 14–17, 17–9                                          | |  |
|             | Estadísticas Allemand 14 Linskens 13 Allemand 5 Allemand 20 | Reporte Pts Reb Asts Val            | Estadísticas 10 Gülcan 8 Yıldızhan, Güçlü 1 cuatro jugadoras 7 Gülcan, Güner | Pabellón: Pavilhão Municipal de Guifões Asistencia: 80 espectadores Árbitros: Jelena Tomic Andrada Csender |  |

## Cuadro final
Todos los horarios corresponden al huso horario local (Horario de verano de Europa occidental – UTC+1).
|  | Octavos de final     | Octavos de final |           |         | Cuartos de final | Cuartos de final |  |        | Semifinales | Semifinales |       |              | Final        | Final       |  |
|  | 13 de julio          | 13 de julio      |           |         | 15 de julio      | 15 de julio      |  |        | 16 de julio | 16 de julio |       |              | 17 de julio  | 17 de julio |  |
|  |                      |                  |           |         |                  |                  |  |        |             |             |       |              |              |             |  |
|  |                      |                  |           |         |                  |                  |  |        |             |             |       |              |              |             |  |
|  | España               | 79               |           |         |                  |                  |  |        |             |             |       |              |              |             |  |
|  | España               | 79               |           |         |                  |                  |  |        |             |             |       |              |              |             |  |
|  | Suecia               | 53               |           |         |                  |                  |  |        |             |             |       |              |              |             |  |
|  | Suecia               | 53               |           | España  | 58               |                  |  |        |             |             |       |              |              |             |  |
|  |                      |                  |           | España  | 58               |                  |  |        |             |             |       |              |              |             |  |
|  |                      |                  | Bélgica   | 50      |                  |                  |  |        |             |             |       |              |              |             |  |
|  | Grecia               | 58               | Bélgica   | 50      |                  |                  |  |        |             |             |       |              |              |             |  |
|  | Grecia               | 58               |           |         |                  |                  |  |        |             |             |       |              |              |             |  |
|  | Bélgica              | 62               |           |         |                  |                  |  |        |             |             |       |              |              |             |  |
|  | Bélgica              | 62               |           |         |                  |                  |  | España | 77          |             |       |              |              |             |  |
|  |                      |                  |           |         |                  |                  |  | España | 77          |             |       |              |              |             |  |
|  |                      |                  | Rusia     | 61      |                  |                  |  |        |             |             |       |              |              |             |  |
|  | Alemania             | 47               | Rusia     | 61      |                  |                  |  |        |             |             |       |              |              |             |  |
|  | Alemania             | 47               |           |         |                  |                  |  |        |             |             |       |              |              |             |  |
|  | Polonia              | 63               |           |         |                  |                  |  |        |             |             |       |              |              |             |  |
|  | Polonia              | 63               |           | Polonia | 55               |                  |  |        |             |             |       |              |              |             |  |
|  |                      |                  |           | Polonia | 55               |                  |  |        |             |             |       |              |              |             |  |
|  |                      |                  | Rusia     | 68      |                  |                  |  |        |             |             |       |              |              |             |  |
|  | Rusia                | 81               | Rusia     | 68      |                  |                  |  |        |             |             |       |              |              |             |  |
|  | Rusia                | 81               |           |         |                  |                  |  |        |             |             |       |              |              |             |  |
|  | Países Bajos         | 70               |           |         |                  |                  |  |        |             |             |       |              |              |             |  |
|  | Países Bajos         | 70               |           |         |                  |                  |  |        |             |             |       | España       | 71           |             |  |
|  |                      |                  |           |         |                  |                  |  |        |             |             |       | España       | 71           |             |  |
|  |                      |                  | Italia    | 69      |                  |                  |  |        |             |             |       |              |              |             |  |
|  | Portugal             | 52               | Italia    | 69      |                  |                  |  |        |             |             |       |              |              |             |  |
|  | Portugal             | 52               |           |         |                  |                  |  |        |             |             |       |              |              |             |  |
|  | Serbia               | 63               |           |         |                  |                  |  |        |             |             |       |              |              |             |  |
|  | Serbia               | 63               |           | Serbia  | 73               |                  |  |        |             |             |       |              |              |             |  |
|  |                      |                  |           | Serbia  | 73               |                  |  |        |             |             |       |              |              |             |  |
|  |                      |                  | Francia   | 66      |                  |                  |  |        |             |             |       |              |              |             |  |
|  | Francia              | 66               | Francia   | 66      |                  |                  |  |        |             |             |       |              |              |             |  |
|  | Francia              | 66               |           |         |                  |                  |  |        |             |             |       |              |              |             |  |
|  | Turquía              | 61               |           |         |                  |                  |  |        |             |             |       |              |              |             |  |
|  | Turquía              | 61               |           |         |                  |                  |  | Serbia | 60          |             |       |              |              |             |  |
|  |                      |                  |           |         |                  |                  |  | Serbia | 60          |             |       |              |              |             |  |
|  |                      |                  | Italia TE | 63      |                  |                  |  |        |             |             |       |              |              |             |  |
|  | Italia               | 76               | Italia TE | 63      |                  |                  |  |        |             |             |       |              |              |             |  |
|  | Italia               | 76               |           |         |                  |                  |  |        |             |             |       |              |              |             |  |
|  | Bosnia y Herzegovina | 69               |           |         |                  |                  |  |        |             |             |       |              |              |             |  |
|  | Bosnia y Herzegovina | 69               |           | Italia  | 61               |                  |  |        |             |             |       | Tercer lugar | Tercer lugar |             |  |
|  |                      |                  |           | Italia  | 61               |                  |  |        |             |             |       | Tercer lugar | Tercer lugar |             |  |
|  |                      |                  | Letonia   | 54      |                  |                  |  |        |             |             |       |              |              |             |  |
|  | Eslovaquia           | 42               | Letonia   | 54      |                  |                  |  |        |             |             | Rusia | 78           |              |             |  |
|  | Eslovaquia           | 42               |           |         |                  |                  |  |        |             |             | Rusia | 78           |              |             |  |
|  | Letonia              | 61               |           |         |                  |                  |  |        |             |             |       |              | Serbia       | 72          |  |
|  | Letonia              | 61               |           |         |                  |                  |  |        |             |             |       |              | Serbia       | 72          |  |
|  |                      |                  |           |         |                  |                  |  |        |             |             |       |              |              |             |  |

#### Octavos de final
| 13 de julio | España                                   | 79–53                                 | Suecia                                                   | Matosinhos |  |
| 14:00       | Parciales: 20–11, 18–19, 11–10, 30–13    | Parciales: 20–11, 18–19, 11–10, 30–13 | Parciales: 20–11, 18–19, 11–10, 30–13                    | |  |
|             | Estadísticas Lo 18 Orts 7 Flores 6 Lo 22 | Reporte Pts Reb Asts Val              | Estadísticas 16 Åström 8 Ljunggren 4 Åström 19 Ljunggren | Pabellón: Centro de Desportos e Congressos de Matosinhos Asistencia: 200 espectadores Árbitros: Nick van den Broeck Sergei Beliakov |  |

| 13 de julio | Eslovaquia                                                         | 42–61                                | Letonia                                                          | Matosinhos                                                                                                 |  |
| 14:00       | Parciales: 11–11, 9–19, 11–10, 11–21                               | Parciales: 11–11, 9–19, 11–10, 11–21 | Parciales: 11–11, 9–19, 11–10, 11–21                             | |  |
|             | Estadísticas Stašová 11 Hašková, Remenárová 6 Stašová 2 Stašová 14 | Reporte Pts Reb Asts Val             | Estadísticas 16 Pavelsone 11 P. Strautmane 3 Kudule 17 Pavelsone | Pabellón: Pavilhão Municipal de Guifões Asistencia: 50 espectadores Árbitros: Bert van Slooten Mila Čavara |  |

| 13 de julio | Italia                                                             | 76–69                                 | Bosnia y Herzegovina                              | Matosinhos |  |
| 16:15       | Parciales: 24–10, 17–22, 13–23, 22–14                              | Parciales: 24–10, 17–22, 13–23, 22–14 | Parciales: 24–10, 17–22, 13–23, 22–14             | |  |
|             | Estadísticas Zandalasini 20 Zandalasini 9 Kacerik 6 Zandalasini 21 | Reporte Pts Reb Asts Val              | Estadísticas 17 Delić 9 Marković 4 Delić 19 Delić | Pabellón: Centro de Desportos e Congressos de Matosinhos Asistencia: 200 espectadores Árbitros: Nadjet Zenagui Mathieu Hosselet |  |

| 13 de julio | Grecia                                                                           | 58–62                                | Bélgica                                                     | Matosinhos                                                                                                  |  |
| 16:15       | Parciales: 14–22, 15–11, 15–21, 14–8                                             | Parciales: 14–22, 15–11, 15–21, 14–8 | Parciales: 14–22, 15–11, 15–21, 14–8                        | |  |
|             | Estadísticas Pavlopoulou 21 Pavlopoulou, Fasoula 8 Gerostergiou 2 Pavlopoulou 23 | Reporte Pts Reb Asts Val             | Estadísticas 20 Linskens 11 Linskens 9 Allemand 28 Linskens | Pabellón: Pavilhão Municipal de Guifões Asistencia: 100 espectadores Árbitros: Boris Gabara Andrada Csender |  |

| 13 de julio | Rusia                                                              | 81–70                                 | Países Bajos                                       | Matosinhos                                                                                                |  |
| 18:30       | Parciales: 20–14, 22–12, 18–20, 21–24                              | Parciales: 20–14, 22–12, 18–20, 21–24 | Parciales: 20–14, 22–12, 18–20, 21–24              | |  |
|             | Estadísticas Kolosovskaia 23 Musina 15 Levchenko 8 Kolosovskaia 27 | Reporte Pts Reb Asts Val              | Estadísticas 19 Hof 8 Cornelius 5 Cornelius 23 Hof | Pabellón: Pavilhão Municipal de Guifões Asistencia: 100 espectadores Árbitros: Jelena Tomic Vladan Sundic |  |

| 13 de julio | Alemania                                                              | 47–63                                | Polonia                                                                                  | Matosinhos |  |
| 18:30       | Parciales: 11–20, 8–12, 11–17, 17–14                                  | Parciales: 11–20, 8–12, 11–17, 17–14 | Parciales: 11–20, 8–12, 11–17, 17–14                                                     | |  |
|             | Estadísticas Rodefeld 7 Ilmberger 11 Rodefeld, Schinkel 2 Ilmberger 7 | Reporte Pts Reb Asts Val             | Estadísticas 13 Radomska, Anna Makurat 5 tres jugadoras 3 Anna Makurat 10 tres jugadoras | Pabellón: Centro de Desportos e Congressos de Matosinhos Asistencia: 150 espectadores Árbitros: Vilius Mačiulaitis Ivana Ivanovic |  |

| 13 de julio | Portugal                                                        | 52–63                               | Serbia                                                   | Matosinhos |  |
| 20:45       | Parciales: 14–17, 10–5, 9–18, 19–23                             | Parciales: 14–17, 10–5, 9–18, 19–23 | Parciales: 14–17, 10–5, 9–18, 19–23                      | |  |
|             | Estadísticas Gonçalves 14 Gonçalves 9 Bernardeco 3 Guimarães 11 | Reporte Pts Reb Asts Val            | Estadísticas 14 Nogić 8 Bogićević 5 Vojinovic 18 Subasic | Pabellón: Centro de Desportos e Congressos de Matosinhos Asistencia: 1800 espectadores Árbitros: Sergiy Chaykovskyy Susana Gómez |  |

| 13 de julio | Francia                                                 | 66–61                                | Turquía                                                      | Matosinhos                                                                                                  |  |
| 20:45       | Parciales: 11–20, 8–12, 11–17, 17–14                    | Parciales: 11–20, 8–12, 11–17, 17–14 | Parciales: 11–20, 8–12, 11–17, 17–14                         | |  |
|             | Estadísticas Berkani 26 Milapie 13 Berkani 3 Berkani 22 | Reporte Pts Reb Asts Val             | Estadísticas 17 Gülcan 10 Güner 4 Yıldızhan 14 Gülcan, Güner | Pabellón: Pavilhão Municipal de Guifões Asistencia: 100 espectadores Árbitros: Luka Kardum Rickard Eriksson |  |

### Cuadro por el 9.º-16.º lugar
|  | Partido 13.er lugar | Partido 13.er lugar |                      |        | Semifinales 13.er-16.º | Semifinales 13.er-16.º |              |             | Cuartos de final 9.º-16.º | Cuartos de final 9.º-16.º |          |        | Semifinales 9.º-12.º | Semifinales 9.º-12.º |  |  | Partido 9.º. lugar | Partido 9.º. lugar |
|  |                     |                     |                      |        |                        |                        |              |             |                           |                           |          |        |                      |                      |  |  |                    |                    |
|  |                     |                     |                      |        |                        |                        |              |             | 15 de julio               |                           |          |        |                      |                      |  |  |                    |                    |
|  |                     |                     |                      |        |                        |                        |              |             |                           |                           |          |        |                      |                      |  |  |                    |                    |
|  | 17 de julio         | 17 de julio         |                      |        | 16 de julio            | 16 de julio            |              |             | Suecia                    | 63                        |          |        | 16 de julio          | 16 de julio          |  |  | 17 de julio        | 17 de julio        |
|  | 17 de julio         | 17 de julio         |                      |        | 16 de julio            | 16 de julio            |              |             | Suecia                    | 63                        |          |        | 16 de julio          | 16 de julio          |  |  | 17 de julio        | 17 de julio        |
|  | 17 de julio         | 17 de julio         |                      |        | 16 de julio            | 16 de julio            | Grecia       | 58          |                           |                           |          |        | 16 de julio          | 16 de julio          |  |  | 17 de julio        | 17 de julio        |
|  | 17 de julio         | 17 de julio         |                      | Grecia | 52                     |                        | Grecia       | 58          |                           |                           |          | Suecia | 58                   |                      |  |  | 17 de julio        | 17 de julio        |
|  | 17 de julio         | 17 de julio         | 15 de julio          | Grecia | 52                     |                        |              |             |                           |                           |          | Suecia | 58                   |                      |  |  | 17 de julio        | 17 de julio        |
|  | 17 de julio         | 17 de julio         |                      |        | Alemania               | 47                     |              |             | Países Bajos              | 62                        |          |        |                      |                      |  |  | 17 de julio        | 17 de julio        |
|  | 17 de julio         | 17 de julio         | Alemania             | 54     | Alemania               | 47                     |              |             | Países Bajos              | 62                        |          |        |                      |                      |  |  | 17 de julio        | 17 de julio        |
|  | 17 de julio         | 17 de julio         | Alemania             | 54     |                        |                        |              |             |                           |                           |          |        |                      |                      |  |  | 17 de julio        | 17 de julio        |
|  | 17 de julio         | 17 de julio         |                      |        | Países Bajos           | 77                     |              |             |                           |                           |          |        |                      |                      |  |  | 17 de julio        | 17 de julio        |
|  | Grecia              | 65                  |                      |        | Países Bajos           | 77                     | Países Bajos | 66          |                           |                           |          |        |                      |                      |  |  |                    |                    |
|  | Grecia              | 65                  | 15 de julio          |        |                        |                        | Países Bajos | 66          |                           |                           |          |        |                      |                      |  |  |                    |                    |
|  | Turquía TE          | 67                  |                      |        | Portugal               | 61                     |              |             |                           |                           |          |        |                      |                      |  |  |                    |                    |
|  | Turquía TE          | 67                  | Portugal             | 50     | Portugal               | 61                     |              |             |                           |                           |          |        |                      |                      |  |  |                    |                    |
|  |                     |                     | Portugal             | 50     | 16 de julio            | 16 de julio            | 16 de julio  | 16 de julio |                           |                           |          |        |                      |                      |  |  |                    |                    |
|  |                     |                     | Turquía              | 48     | 16 de julio            | 16 de julio            | 16 de julio  | 16 de julio |                           |                           |          |        |                      |                      |  |  |                    |                    |
|  | Partido 15.º lugar  | Partido 15.º lugar  | Turquía              | 48     | Turquía                | 62                     |              |             |                           |                           | Portugal | 67     | Partido 11.º lugar   | Partido 11.º lugar   |  |  |                    |                    |
|  | Partido 15.º lugar  | Partido 15.º lugar  | 15 de julio          |        | Turquía                | 62                     |              |             |                           |                           | Portugal | 67     | Partido 11.º lugar   | Partido 11.º lugar   |  |  |                    |                    |
|  | 17 de julio         | 17 de julio         |                      |        | Eslovaquia             | 59                     |              |             | Bosnia y Herzegovina      | 47                        |          |        | 17 de julio          | 17 de julio          |  |  |                    |                    |
|  | Alemania            | 37                  | Bosnia y Herzegovina | 73     | Eslovaquia             | 59                     | Suecia       | 61          | Bosnia y Herzegovina      | 47                        |          |        |                      |                      |  |  |                    |                    |
|  | Alemania            | 37                  | Bosnia y Herzegovina | 73     |                        |                        | Suecia       | 61          |                           |                           |          |        |                      |                      |  |  |                    |                    |
|  | Eslovaquia          | 52                  |                      |        | Eslovaquia             | 65                     |              |             | Bosnia y Herzegovina      | 80                        |          |        |                      |                      |  |  |                    |                    |

#### Cuartos de final del 9º–16º lugar
| 15 de julio | Suecia                                                        | 63–58                                 | Grecia                                                               | Matosinhos |  |
| 14:00       | Parciales: 15–22, 12–15, 13–10, 23–11                         | Parciales: 15–22, 12–15, 13–10, 23–11 | Parciales: 15–22, 12–15, 13–10, 23–11                                | |  |
|             | Estadísticas Rosendal 19 tres jugadoras 5 Stern 6 Rosendal 14 | Reporte Pts Reb Asts Val              | Estadísticas 22 Fasoula 7 Karambatsa, Louka Pavlopoulou 7 Fasoula 18 | Pabellón: Pavilhão Municipal de Guifões Asistencia: 150 espectadores Árbitros: Nick van der Broeck Vladan Sundic |  |

| 15 de julio | Alemania                                                          | 54–77                                 | Países Bajos                                      | Matosinhos                                                                                                 |  |
| 16:15       | Parciales: 14–20, 12–18, 17–21, 11–18                             | Parciales: 14–20, 12–18, 17–21, 11–18 | Parciales: 14–20, 12–18, 17–21, 11–18             | |  |
|             | Estadísticas Stach 23 Zdravevska, Ilmberger 5 Rodefeld 5 Stach 22 | Reporte Pts Reb Asts Val              | Estadísticas 25 Hof 9 Hof 6 Cornelius 35 Boonstra | Pabellón: Pavilhão Municipal de Guifões Asistencia: 150 espectadores Árbitros: Boris Gabara Nadjet Zenagui |  |

| 15 de julio | Bosnia y Herzegovina                                              | 73–65                                 | Eslovaquia                                                              | Matosinhos |  |
| 18:30       | Parciales: 10–18, 17–13, 23–16, 23–18                             | Parciales: 10–18, 17–13, 23–16, 23–18 | Parciales: 10–18, 17–13, 23–16, 23–18                                   | |  |
|             | Estadísticas Brčaninović 30 Kovačević 7 A. Delić 5 Brčaninović 31 | Reporte Pts Reb Asts Val              | Estadísticas 21 Stašová 11 Kelčíková, Blanárová 6 Remenárová 20 Stasova | Pabellón: Centro de Desportos e Congressos de Matosinhos Asistencia: 100 espectadores Árbitros: Susana Gómez Ivana Ivanovic |  |

| 15 de julio | Portugal                                                         | 50–48                               | Turquía                                                  | Matosinhos |  |
| 20:45       | Parciales: 15–7, 17–13, 10–16, 8–12                              | Parciales: 15–7, 17–13, 10–16, 8–12 | Parciales: 15–7, 17–13, 10–16, 8–12                      | |  |
|             | Estadísticas Gonçalves 15 Guimarães 10 Bernardeco 5 Gonçalves 12 | Reporte Pts Reb Asts Val            | Estadísticas 18 Gülcan 8 Gülcan 2 Uzun, Gülcan 19 Gülcan | Pabellón: Centro de Desportos e Congressos de Matosinhos Asistencia: 2000 espectadores Árbitros: Sergei Beliakov Mathieu Hosselet |  |

#### Semifinales del 13º–16º lugar
| 16 de julio | Grecia                                                          | 52–47                              | Alemania                                                               | Matosinhos                                                                                             |  |
| 18:30       | Parciales: 14–6, 9–8, 15–18, 14–15                              | Parciales: 14–6, 9–8, 15–18, 14–15 | Parciales: 14–6, 9–8, 15–18, 14–15                                     | |  |
|             | Estadísticas Fasoula 19 Fasoula 13 Pavlopoulou 5 Pavlopoulou 22 | Reporte Pts Reb Asts Val           | Estadísticas 18 Zdravevska 8 Ilmberger 2 cinco jugadoras 16 Zdravevska | Pabellón: Pavilhão Municipal de Guifões Asistencia: 60 espectadores Árbitros: Susana Gómez Luka Kardum |  |

| 16 de julio | Turquía                                                             | 62–59                               | Eslovaquia                                                      | Matosinhos                                                                                                  |  |
| 20:45       | Parciales: 17–19, 14–22, 14–9, 17–9                                 | Parciales: 17–19, 14–22, 14–9, 17–9 | Parciales: 17–19, 14–22, 14–9, 17–9                             | |  |
|             | Estadísticas Gülcan 32 Yıldızhan, Güner 8 Korkmaz, Onar 2 Gülcan 30 | Reporte Pts Reb Asts Val            | Estadísticas 13 Remenárová 8 Mištinová 4 Kelčíková 12 Kelčíková | Pabellón: Pavilhão Municipal de Guifões Asistencia: 25 espectadores Árbitros: Jelena Tomic Mathieu Hosselet |  |

#### Semifinales del 9º–12º lugar
| 16 de julio | Suecia                                                     | 58–62                                | Países Bajos                                                  | Matosinhos |  |
| 14:00       | Parciales: 12–20, 13–8, 22–16, 11–18                       | Parciales: 12–20, 13–8, 22–16, 11–18 | Parciales: 12–20, 13–8, 22–16, 11–18                          | |  |
|             | Estadísticas Kantzy 13 Kantzy 7 Stern, Sjöberg 2 Kantzy 13 | Reporte Pts Reb Asts Val             | Estadísticas 19 Cornelius 7 Boonstra 4 Cornelius 23 Cornelius | Pabellón: Centro de Desportos e Congressos de Matosinhos Asistencia: 250 espectadores Árbitros: Boris Gabara Ivana Ivanovic |  |

| 16 de julio | Portugal                                                                | 67–47                                | Bosnia y Herzegovina                                                       | Matosinhos |  |
| 16:15       | Parciales: 24–10, 12–14, 15–17, 16–6                                    | Parciales: 24–10, 12–14, 15–17, 16–6 | Parciales: 24–10, 12–14, 15–17, 16–6                                       | |  |
|             | Estadísticas Kostourkova 16 Costa, Guimarães 7 Umabano 4 Kostourkova 16 | Reporte Pts Reb Asts Val             | Estadísticas 14 A. Delić 6 Kovačević, Brčaninović 6 A. Delić 9 Brčaninović | Pabellón: Centro de Desportos e Congressos de Matosinhos Asistencia: 850 espectadores Árbitros: Sergiy Chaykovskyy Andrada Csender |  |

#### Partido por el 15º lugar
| 17 de julio | Alemania                                                 | 37–52                               | Eslovaquia                                                      | Matosinhos |  |
| 15:30       | Parciales: 8–12, 9–16, 10–11, 10–13                      | Parciales: 8–12, 9–16, 10–11, 10–13 | Parciales: 8–12, 9–16, 10–11, 10–13                             | |  |
|             | Estadísticas Stach 10 Stach 7 Sola 2 Zdravevska, Stach 7 | Reporte Pts Reb Asts Val            | Estadísticas 15 Mištinová 8 Kelčíková 3 Remenárová 16 Mištinová | Pabellón: Pavilhão Municipal de Guifões Asistencia: 300 espectadores Árbitros: Bert van Slooten Nadjet Zenagui |  |

#### Partido por el 13º lugar
| 17 de julio | Grecia                                                             | 65–67 TE                                         | Turquía                                                     | Matosinhos                                                                                                 |  |
| 17:45       | Parciales: 18–11, 20–12, 9–15, 14–23 (T.E.: 4–6)                   | Parciales: 18–11, 20–12, 9–15, 14–23 (T.E.: 4–6) | Parciales: 18–11, 20–12, 9–15, 14–23 (T.E.: 4–6)            | |  |
|             | Estadísticas Pavlopoulou 10 Gerostergiou 8 Ntanou 4 Pavlopoulou 13 | Reporte Pts Reb Asts Val                         | Estadísticas 20 Onar 14 Gülcan 2 Manlacı, Onar 15 Yıldızhan | Pabellón: Pavilhão Municipal de Guifões Asistencia: 200 espectadores Árbitros: Piotr Pastusiak Mila Čavara |  |

#### Partido por el 11º lugar
| 17 de julio | Suecia                                                | 61–80                                 | Bosnia y Herzegovina                                              | Matosinhos |  |
| 13:00       | Parciales: 22–18, 10–29, 19–19, 10–14                 | Parciales: 22–18, 10–29, 19–19, 10–14 | Parciales: 22–18, 10–29, 19–19, 10–14                             | |  |
|             | Estadísticas Rosendal 16 Prytz 6 Åström 5 Rosendal 15 | Reporte Pts Reb Asts Val              | Estadísticas 40 Brčaninović 12 A. Delić 8 N. Delić 45 Brčaninović | Pabellón: Centro de Desportos e Congressos de Matosinhos Asistencia: 500 espectadores Árbitros: Vladan Sundic Andrada Csender |  |

#### Partido por el 9º lugar
| 17 de julio | Países Bajos                                 | 66–61                                 | Portugal                                                                   | Matosinhos |  |
| 15:15       | Parciales: 11–12, 19–19, 24–16, 12–14        | Parciales: 11–12, 19–19, 24–16, 12–14 | Parciales: 11–12, 19–19, 24–16, 12–14                                      | |  |
|             | Estadísticas Hof 28 Hof 8 Cornelius 8 Hof 35 | Reporte Pts Reb Asts Val              | Estadísticas 15 Gonçalves 7 Guimarães 3 Bernardeco, Gonçalves 17 Gonçalves | Pabellón: Centro de Desportos e Congressos de Matosinhos Asistencia: 1000 espectadores Árbitros: Boris Gabara Sergei Beliakov |  |

### Cuadro por el 5º-8º lugar
|  | Semifinales 5º-8º | Semifinales 5º-8º |         |         | Partido 5º lugar | Partido 5º lugar |  |
|  | 16 de julio       | 16 de julio       |         |         | 17 de julio      | 17 de julio      |  |
|  |                   |                   |         |         |                  |                  |  |
|  |                   |                   |         |         |                  |                  |  |
|  | Bélgica           | 75                |         |         |                  |                  |  |
|  | Bélgica           | 75                |         |         |                  |                  |  |
|  | Polonia           | 40                |         |         |                  |                  |  |
|  | Polonia           | 40                |         | Bélgica | 70               |                  |  |
|  |                   |                   |         | Bélgica | 70               |                  |  |
|  |                   |                   | Francia | 69      |                  |                  |  |
|  | Francia           | 67                | Francia | 69      |                  |                  |  |
|  | Francia           | 67                |         |         |                  |                  |  |
|  | Letonia           | 59                |         |         | Partido 7º lugar | Partido 7º lugar |  |
|  | Letonia           | 59                |         |         | Partido 7º lugar | Partido 7º lugar |  |
|  |                   |                   |         |         |                  |                  |  |
|  |                   |                   |         |         | Polonia          | 67               |  |
|  |                   |                   |         |         | Polonia          | 67               |  |
|  |                   |                   |         |         | Letonia TE       | 72               |  |
|  |                   |                   |         |         | Letonia TE       | 72               |  |
|  |                   |                   |         |         |                  |                  |  |

#### Semifinales del 5º–8º lugar
| 16 de julio | Bélgica                                                                  | 75–40                               | Polonia                                                 | Matosinhos |  |
| 14:00       | Parciales: 19–7, 21–17, 16–11, 19–5                                      | Parciales: 19–7, 21–17, 16–11, 19–5 | Parciales: 19–7, 21–17, 16–11, 19–5                     | |  |
|             | Estadísticas Nauwelaers 19 Linskens 9 Allemand, Linskens 4 Nauwelaers 20 | Reporte Pts Reb Asts Val            | Estadísticas 9 Radomska 8 Puc 2 Sklepowicz 7 Sklepowicz | Pabellón: Pavilhão Municipal de Guifões Asistencia: 300 espectadores Árbitros: Nadjet Zenagui Rickard Eriksson |  |

| 16 de julio | Francia                                                 | 67–59                                 | Letonia                                                                                    | Matosinhos |  |
| 16:15       | Parciales: 11–15, 12–16, 20–13, 24–15                   | Parciales: 11–15, 12–16, 20–13, 24–15 | Parciales: 11–15, 12–16, 20–13, 24–15                                                      | |  |
|             | Estadísticas Dambach 25 Milapie 15 Berkani 5 Milapie 27 | Reporte Pts Reb Asts Val              | Estadísticas 18 D. Strautmane 10 P. Strautmane 2 D. Strautmane, Pavelsone 13 D. Strautmane | Pabellón: Pavilhão Municipal de Guifões Asistencia: 300 espectadores Árbitros: Bert van Slooten Sergei Beliakov |  |

#### Partido por el 7º lugar
| 17 de julio | Polonia                                                                             | 67–72 TE                                         | Letonia                                                           | Matosinhos |  |
| 11:00       | Parciales: 11–9, 18–9, 16–25, 17–19 (T.E.: 5–10)                                    | Parciales: 11–9, 18–9, 16–25, 17–19 (T.E.: 5–10) | Parciales: 11–9, 18–9, 16–25, 17–19 (T.E.: 5–10)                  | |  |
|             | Estadísticas Radomska 14 Radomska, Rembiszewska 7 Sklepowicz, Bujniak 3 Radomska 18 | Reporte Pts Reb Asts Val                         | Estadísticas 16 Kudule 14 D. Strautmane 7 D. Strautmane 26 Kudule | Pabellón: Pavilhão Municipal de Guifões Asistencia: 50 espectadores Árbitros: Sergiy Chaykovskyy Nick van der Broeck |  |

#### Partido por el 5º lugar
| 17 de julio | Bélgica                                                       | 70–69                                 | Francia                                                 | Matosinhos |  |
| 13:15       | Parciales: 13–13, 19–12, 14–19, 24–25                         | Parciales: 13–13, 19–12, 14–19, 24–25 | Parciales: 13–13, 19–12, 14–19, 24–25                   | |  |
|             | Estadísticas Allemand 18 Linskens 11 Nauwelaers 2 Linskens 23 | Reporte Pts Reb Asts Val              | Estadísticas 21 Dambach 10 Milapie 5 Berkani 26 Dambach | Pabellón: Pavilhão Municipal de Guifões Asistencia: 50 espectadores Árbitros: Ivana Ivanovic Rickard Andersson |  |

### Fase final

#### Cuartos de final
| 15 de julio | España                                                           | 58–50                                | Bélgica                                                     | Matosinhos |  |
| 14:00       | Parciales: 13–11, 17–15, 20–10, 8–14                             | Parciales: 13–11, 17–15, 20–10, 8–14 | Parciales: 13–11, 17–15, 20–10, 8–14                        | |  |
|             | Estadísticas Cazorla 14 Quevedo 14 Quevedo 3 Cazorla, Quevedo 17 | Reporte Pts Reb Asts Val             | Estadísticas 14 Allemand 14 Linskens 4 Allemand 21 Linskens | Pabellón: Centro de Desportos e Congressos de Matosinhos Asistencia: 300 espectadores Árbitros: Sergiy Chaykovskyy Mila Čavara |  |

| 15 de julio | Polonia                                                                | 55–68                                | Rusia                                                             | Matosinhos |  |
| 16:15       | Parciales: 16–18, 14–8, 11–21, 14–21                                   | Parciales: 16–18, 14–8, 11–21, 14–21 | Parciales: 16–18, 14–8, 11–21, 14–21                              | |  |
|             | Estadísticas Radomska 12 Rembiszewska 8 3 Anna Makurat 18 Rembiszewska | Reporte Pts Reb Asts Val             | Estadísticas 20 Kolosovskaia 15 Musina 5 Burovaya 25 Kolosovskaia | Pabellón: Centro de Desportos e Congressos de Matosinhos Asistencia: 250 espectadores Árbitros: Andrada Csender Luka Kardum |  |

| 15 de julio | Italia                                                              | 61–54                                | Letonia                                                                         | Matosinhos                                                                                                   |  |
| 18:30       | Parciales: 12–11, 11–17, 14–20, 24–6                                | Parciales: 12–11, 11–17, 14–20, 24–6 | Parciales: 12–11, 11–17, 14–20, 24–6                                            | |  |
|             | Estadísticas Zandalasini 31 Zandalasini 11 Kacerik 4 Zandalasini 31 | Reporte Pts Reb Asts Val             | Estadísticas 21 D. Strautmane 14 P. Strautmane 5 P. Strautmane 24 P. Strautmane | Pabellón: Pavilhão Municipal de Guifões Asistencia: 100 espectadores Árbitros: Jelena Tomic Rickard Eriksson |  |

| 15 de julio | Serbia                                                       | 73–66                                 | Francia                                                | Matosinhos |  |
| 20:45       | Parciales: 19–16, 10–11, 22–18, 22–21                        | Parciales: 19–16, 10–11, 22–18, 22–21 | Parciales: 19–16, 10–11, 22–18, 22–21                  | |  |
|             | Estadísticas Nogić 15 Crvendakić 13 Vojinovic 3 Vojinovic 22 | Reporte Pts Reb Asts Val              | Estadísticas 25 Berkani 8 Milapie 7 Berkani 22 Berkani | Pabellón: Pavilhão Municipal de Guifões Asistencia: 200 espectadores Árbitros: Bert van Slooten Vilius Mačiulaitis |  |

#### Semifinales
| 16 de julio | España                                                       | 77–61                                 | Rusia                                                       | Matosinhos |  |
| 18:30       | Parciales: 13–18, 19–13, 19–13, 26–17                        | Parciales: 13–18, 19–13, 19–13, 26–17 | Parciales: 13–18, 19–13, 19–13, 26–17                       | |  |
|             | Estadísticas Conde 17 I. López 8 Cazorla 6 Cazorla, Conde 17 | Reporte Pts Reb Asts Val              | Estadísticas 13 Musina 12 Maiga 3 Levchenko, Maiga 19 Maiga | Pabellón: Centro de Desportos e Congressos de Matosinhos Asistencia: 600 espectadores Árbitros: Nick van der Broeck Mila Čavara |  |

| 16 de julio | Serbia                                                   | 60–63 TE                                          | Italia                                                                | Matosinhos |  |
| 20:45       | Parciales: 12–13, 16–14, 13–18, 12–8 (T.E.: 7–10)        | Parciales: 12–13, 16–14, 13–18, 12–8 (T.E.: 7–10) | Parciales: 12–13, 16–14, 13–18, 12–8 (T.E.: 7–10)                     | |  |
|             | Estadísticas Nogić 21 Crvendakić 10 Bogićević 3 Nogić 16 | Reporte Pts Reb Asts Val                          | Estadísticas 27 Zandalasini 7 Cordola 3 tres jugadoras 19 Zandalasini | Pabellón: Centro de Desportos e Congressos de Matosinhos Asistencia: 300 espectadores Árbitros: Aare Halliko Vasiliki Tsaroucha |  |

#### Partido por la medalla de bronce
| 17 de julio | Rusia                                                  | 78–72                                 | Serbia                                                              | Matosinhos |  |
| 17:30       | Parciales: 18–14, 14–20, 24–18, 22–20                  | Parciales: 18–14, 14–20, 24–18, 22–20 | Parciales: 18–14, 14–20, 24–18, 22–20                               | |  |
|             | Estadísticas Musina 29 Musina 16 Levchenko 4 Musina 40 | Reporte Pts Reb Asts Val              | Estadísticas 16 Crvendakić 17 Crvendakić 3 Crvendakić 21 Crvendakić | Pabellón: Centro de Desportos e Congressos de Matosinhos Asistencia: 400 espectadores Árbitros: Jelena Tomic Susana Gómez |  |

#### Final
| 17 de julio | España                                                    | 71–69                                 | Italia                                                                  | Matosinhos |  |
| 19:45       | Parciales: 26–14, 18–12, 15–21, 12–22                     | Parciales: 26–14, 18–12, 15–21, 12–22 | Parciales: 26–14, 18–12, 15–21, 12–22                                   | |  |
|             | Estadísticas Conde, Orts 20 I. López 9 A. López 6 Orts 24 | Reporte Pts Reb Asts Val              | Estadísticas 28 Zandalasini 10 Zandalasini 5 Zandalasini 29 Zandalasini | Pabellón: Centro de Desportos e Congressos de Matosinhos Asistencia: 2000 espectadores Árbitros: Özlem Yalman Luka Kardum Luis López |  |

| Bandera de España         |
| Campeón España 6.° título |

## Medallero
| Italia | España | Rusia |
| Martina Kacerik Marzia Tagliamento Annalisa Vitari Cecilia Zandalasini Alessia Cabrini Ilenia Cordola Francesca Pan Laura Reani Sofia Vespignani Lucrezia Costa Elisa Policari Rachele Porcu | Nogaye Lo Sylla Itsaso Conde Laia Flores Laura Quevedo Maite Cazorla Helena Orts Lucía Togores María Conde Umo Diallo Ainhoa López Iho López Helena Oma | Zhosselina Maiga Elizaveta Bratchikova Nina Glonti Daria Kolosovskaia Kseniia Levchenko Anna Burovaya Yulia Kozik Raisa Musina Anastasia Kuplinova Elizaveta Krymova |

## Clasificación final
– Desciende a la División B. 
| Pos.              | Equipo               | Pts | G-P | PF  | PC  | Dif. |
| ----------------- | -------------------- | --- | --- | --- | --- | ---- |
| Medalla de oro    | España               | 13  | 6–1 | 494 | 382 | +112 |
| Medalla de plata  | Italia               | 13  | 6–1 | 458 | 405 | +53  |
| Medalla de bronce | Rusia                | 13  | 6–1 | 492 | 439 | +53  |
| 4º                | Serbia               | 10  | 3–4 | 443 | 442 | +1   |
| 5º                | Bélgica              | 11  | 4–3 | 415 | 389 | +26  |
| 6º                | Francia              | 12  | 5–2 | 455 | 414 | +41  |
| 7º                | Letonia              | 10  | 3–4 | 433 | 427 | +6   |
| 8º                | Polonia              | 10  | 3–4 | 404 | 445 | -41  |
| 9º                | Países Bajos         | 11  | 4–3 | 452 | 468 | -16  |
| 10º               | Portugal             | 11  | 4–3 | 462 | 428 | +34  |
| 11º               | Bosnia y Herzegovina | 9   | 2–5 | 438 | 522 | -84  |
| 12º               | Suecia               | 8   | 1–6 | 403 | 481 | -78  |
| 13º               | Turquía              | 9   | 2–5 | 392 | 431 | -39  |
| 14º               | Grecia               | 9   | 2–5 | 451 | 453 | -2   |
| 15º               | Eslovaquia           | 10  | 3–4 | 379 | 390 | -11  |
| 16º               | Alemania             | 9   | 2–5 | 371 | 426 | -55  |

### Premios
| Quinteto ideal                                                                      |
| ----------------------------------------------------------------------------------- |
| Julie Allemand Aleksandra Crvendakić Laura Quevedo Cecilia Zandalasini Raisa Musina |
| MVP: Cecilia Zandalasini                                                            |